# Герб Торчиновичів
Герб Торчиновичів — офіційний символ села Торчиновичі, Самбірського району Львівської області, затверджений 18 березня 1999 року рішенням сесії Торчиновицької сільської ради.
Автор — А. Гречило.

## Опис
У синьому полі срібна глава та стовп, на якому чорна стріла вістрям вгору, обабіч — по золотій 6-променевій зірці.

## Зміст
Стріла та зірки є елементами герба Сас, до якого належала місцева шляхта. А схематична літера «Т» вказує на назву громади.